# Claude Arabo
Claude Arabo (Nizza, 3 ottobre 1937 – Nizza, 2 luglio 2013) è stato uno schermidore francese, vincitore di una medaglia d'argento nella scherma ai giochi olimpici.
Muore a Nizza all'età di 75 anni, il 2 luglio 2013